# 奥连特尔 (南达科他州)
奥连特尔（英語：Orient），是美国南达科他州下属的一座城市。根据2010年美国人口普查，该市有人口63人。论人口在本州排行第266。